# Bruesisca submersus
Bruesisca submersus är en stekelart som först beskrevs av Charles Thomas Brues 1910.  Bruesisca submersus ingår i släktet Bruesisca och familjen puppglanssteklar. Inga underarter finns listade.